# Denis Kvitkovschi
Denis V. Kvitkovschi (n. 22 mai 1909, Șerăuții de Sus, Cernăuți, Cernăuți, Ucraina – d. 15 mai 1979, Detroit, Michigan, SUA) a fost un istoric, avocat și activist ultranaționalist ucrainean, care a activat în Regatul României. El a militat pentru desprinderea Bucovinei de România și alipirea acesteia la Ucraina, motiv pentru care a fost arestat și închis (între anii 1937-1938). Ulterior, s-a autoexilat, mai întâi în Germania, apoi în SUA. El a fost al patrulea președinte al Organizației Naționaliștilor Ucraineni, între anii 1977-1979, când a decedat. 